# Kevin Yoder
Kevin Wayne Yoder, född 8 januari 1976 i Hutchinson i Kansas, är en amerikansk republikansk politiker. Han var ledamot av USA:s representanthus 2011–2019.
Yoder avlade 2003 juristexamen vid University of Kansas och var sedan verksam som advokat. I mellanårsvalet i USA 2010 besegrade Yoder Stephene Moore, hustrun till den avgående kongressledamoten Dennis Moore.